# عبد الله الكعبي (سياسي)
عبد الله الكعبي ولد في 26 سبتمبر 1951 في القيروان، هو سياسي تونسي.

## السيرة الذاتية
في شبابه، نشط عبد الله الكعبي في صفوف الطلبة الدستوريون في كلية الحقوق بتونس، وأيضا في صفوف الشباب الدستوري. 

في 3 فبراير 1988، عين واليا على ولاية أريانة، وذلك حتى 25 أكتوبر 1990، تاريخ تحويله ليصبح واليا على ولاية تونس حتى 17 نوفمبر 1999، تاريخ تعيينه ككاتب عام للحكومة التونسية في حكومة محمد الغنوشي الأولى. 

في 23 يناير 2001، عين وزيرا للداخلية خلفا لعبد الله القلال. بقي في هذا المنصب حتى 27 أبريل 2002 قبل أن يعوض بالهادي مهني. في 10 نوفمبر 2004، أصبح يشغل منصب وزير الشباب والرياضة، وذلك حتى 29 أغسطس 2008.

## الأوسمة والتشريفات
- الصنف الثاني من وسام الجمهورية (تونس).[2]
- الصنف الأول من وسام 7 نوفمبر 1987 (تونس).[2]

## الحياة الخاصة
عبد الله الكعبي متزوج وأب لبنتين.

## مقالات ذات صلة
- حكومة محمد الغنوشي الأولى